# Manolita del Arco
Manuela del Arco Palacios, más conocida como Manolita del Arco y con los apodos Dolores García y Lolichu, (Bilbao, 1920-Madrid, 20 de enero de 2006) fue una política española, miembro del Partido Comunista (PCE), especialmente activa durante la Guerra civil española en Madrid, y como presa política durante la dictadura franquista. Fue la mujer que permaneció más tiempo de forma ininterrumpida en prisión (casi 18 años) víctima de la represión dictatorial.

## Biografía y trayectoria
Del Arco nació en Bilbao en el seno de una familia humilde y proletaria. Se trasladó a Madrid con siete años, donde vivió casi toda su vida, salvo una breve estancia en su localidad natal y en los largos períodos en que permaneció presa. Se crio en el madrileño barrio de Chamberí en la casa de sus tíos. Siendo muy joven, cursando estudios de bachillerato, se integró en la Federación Universitaria Escolar (FUE), en el Socorro Rojo Internacional y se unió a la Agrupación de Mujeres Antifascistas.

### Guerra Civil
Con el golpe de Estado que dio lugar a la Guerra Civil, permaneció en Madrid sitiada por los sublevados durante toda la guerra. En este tiempo accedió al Comité Central del PCE, se incorporó y trabajó con Socorro Rojo Internacional y fue una de las personas más activas de la Asociación de Mujeres Antifascistas y se encuadró en las oficinas del Estado Mayor del batallón Unión Hermanos Proletarios (UHP). Respecto a su participación en el batallón comentó que estuvo poco tiempo y que fue adquiriendo otra conciencia distinta, cuando se recibió una orden del Gobierno para que no hubiera mujeres incluso en las oficinas de las milicias.
El 9 de marzo de 1939, durante los preparativos del golpe de Estado de Casado contra la República en Madrid fue detenida como miembro del PCE y encarcelada en el convento de Los Salesianos y en la cárcel de Ventas. Cuando a finales de dicho mes fue puesta en libertad, la ciudad estaba ya en manos de los sublevados. Aunque detenida el mismo día que terminó la guerra, el 1 de abril, fue puesta en libertad provisional. Se trasladó entonces a Bilbao, donde comenzó la reorganización del Partido Comunista.

### Presa de la dictadura franquista
Durante tres años consiguió evitar ser detenida, lo que finalmente ocurrió en 1942 en La Coruña. Un consejo de guerra en Madrid la condenó a muerte por sus actividades clandestinas, si bien después le fue conmutada la pena por reclusión mayor de 30 años. En este juicio conoció a quien muchos años después sería su compañero, Ángel Martínez Martínez, también miembro del PCE y preso durante casi 19 años. 
Se inició entonces un periplo de resistencia, huelgas de hambre y constantes traslados de prisión por toda España. Tras sufrir tortura durante tres meses en la Dirección General de Seguridad del Estado, ubicada entonces en la Puerta del Sol, posteriormente transformada en la sede de la presidencia de la Comunidad de Madrid, inició su primera huelga de hambre en la cárcel de Ventas, huelga a las que muchas presas se sumaron. Por ese motivo fue trasladada a Alcázar de San Juan, Linares, Córdoba, Málaga (dos años) y a la prisión de Segovia, donde ingresó en 1948 y permaneció ocho años. En Segovia protagonizó una de las huelgas de hambre más destacadas en 1949, junto a otras conocidas presas políticas como Pilar Claudín, Mercedes Gómez Otero, María Vázquez, Nieves Torres y Josefina Amalia Villa.
En 1956 fue trasladada a Alcalá de Henares, donde estuvo cuatro años hasta su puesta en libertad provisional en 1960.

### En libertad
Esto no impidió que siguiera activa en la militancia del Partido Comunista, destacando por su apoyo a los presos políticos del penal de Burgos, donde se encontraba su compañero.En la transición democrática, con la legalización del Partido Comunista, siguió colaborando con la dirección del mismo en las áreas de internacional y sanidad.

### Últimos años
En la última etapa de su vida formó parte del colectivo feminista Sororidad, que la nombró presidenta de honor.
Falleció en Madrid el día 20 de enero de 2006. 

## Memoria histórica
En 2021 su vida novelada fue publicada por su hijo, Miguel Ángel Martínez del Arco, en la novela Memoria del frío, en la que las más de cinco mil cartas que intercambiaron sus padres, de celda a celda forman parte importante en la elaboración del libro, recorriendo sus recuerdos de infancia y su familia.
En 2024 la historiadora Esther López Barceló publicó el ensayo El arte de invocar la memoria donde reveló cómo las presas políticas durante el franquismo en España, en la cárcel de Segovia y la cárcel de Ventas, usaban un lenguaje secreto para comunicarse y resistir la represión. Manolita del Arco fue una de las presas que desarrolló y utilizó este lenguaje para mantener vivas las redes de comunicación y resistencia. Miguel Ángel Martínez del Arco, fue quien facilitó los cuadernos a López Barceló y ninguno consiguió descifrar el código que sigue encriptado en los cuadernos de labores. Sin embargo, muestra que "las mujeres tenían la capacidad, no solo de entender lo que pasaba, sino de comunicarse con el exterior para el fundamento del accionar político" y “desprende a las presas de la condición de meras víctimas de la represión y las dota de agencia”.